# Munții Goșman
Munții Goșman este o arie protejată (sit de importanță comunitară — SCI) din România, desemnată în scopul protejării biodiversității și menținerii într-o stare de conservare favorabilă a florei spontane și faunei sălbatice, precum și a habitatelor naturale de interes comunitar aflate în arealul zonei de protecție. Aceasta se întinde pe o suprafață de 17.152 ha, integral pe uscat.

## Localizare
Situl se întinde pe teritoriul administrativ al municipiului Piatra-Neamț și pe cele ale comunelor Alexandru cel Bun, Dumbrava Roșie, Pângărați, Piatra Șoimului și Tarcău din județul Neamț. Centrul sitului Munții Goșman este situat la coordonatele 46°51′11″N 26°18′09″E / 46.853078°N 26.302372°E.

## Înființare
Situl Munții Goșman a fost declarat sit de importanță comunitară ROSCI0156) în decembrie 2007 pentru a proteja 7 specii de animale. Situl include ariile naturale Locul fosilifer Cernegura și Pădurea Goșman.

## Biodiversitate
Situată în ecoregiunea alpină, aria protejată conține 9 habitate naturale: Râuri de munte și vegetația erbacee de pe malurile acestora, Fânețe montane, Păduri de fag Luzulo-Fagetum, Păduri de fag Asperulo-Fagetum, Păduri de stejar și carpen Galio-Carpinetum, Păduri aluvionare cu Alnus glutinosa și Fraxinus excelsior (Alno-Padion, Alnion incanae, Salicion albae), Păduri de fag dacice (Symphyto-Fagion), Păduri acidofile de Picea de la nivel montan la nivel alpin (Vaccinio-Piceetea), Liziere de ierburi înalte hidrofile de câmpie și de nivel montan până la alpin.
La baza desemnării sitului se află mai multe specii protejate:
- amfibieni (3): izvoraș-cu-burta-galbenă (Bombina variegata), triton cu creastă (Triturus cristatus), salamandra carpatică (Triturus montandoni)
- mamifere (4): lupul (Canis lupus), vidră de râu (Lutra lutra), râs eurasiatic (Lynx lynx), urs brun (Ursus arctos)

Pe lângă speciile protejate, pe teritoriul sitului au mai fost identificate 5 specii de plante.